# Camptopoeum pseudoruber
Camptopoeum pseudoruber là một loài Hymenoptera trong họ Andrenidae. Loài này được Warncke mô tả khoa học năm 1987.